# Cirina venusta
Cirina venusta är en fjärilsart som beskrevs av Walker 1865. Cirina venusta ingår i släktet Cirina och familjen påfågelsspinnare. Inga underarter finns listade i Catalogue of Life.